# Кангурус Мехелен
«Кангурус Мехелен» — бельгийский профессиональный баскетбольный клуб из города Мехелен. Клуб играет в высшем дивизионе чемпионата Бельгии с 2013 года.

## История клуба
Клуб был основан в 2009 году путём слияния ББК Кангурус Виллебрук и Бум ББК. Клуб стал называться ББК Кангурус Бум, однако летом 2013 года команда изменила своё название на Кангурус Виллебрук. С сезона 2013—2014 клуб начал играть в высшем дивизионе чемпионата Бельгии, получив С-лицензию от баскетбольной федерации Бельгии. Эта лицензия позволяла команде играть в высшем дивизионе с меньшим бюджетом чем другие команды лиги. С 2018 года клуб перебрался в Мехелен и сменил название на Кангурус Мехелен.

## Сезоны
| Сезон     | Лига         | Уровень | Рег. чемп. | Плей-Офф  | Кубок Бельгии |
| --------- | ------------ | ------- | ---------- | --------- | ------------- |
| 2009/2010 | 2-й дивизион | 2-й     | 2-е        | Финал     | —             |
| 2010/2011 | 2-й дивизион | 2-й     | 1-е        | Чемпион   | —             |
| 2011/2012 | 2-й дивизион | 2-й     | 3-е        | Полуфинал | —             |
| 2012/2013 | 2-й дивизион | 2-й     | 1-е        | Финал     | Топ 16        |
| 2013/2014 | БЛБ          | 1-й     | 10-е       | —         | Четвертьфинал |
| 2014/2015 | БЛБ          | 1-й     | 9-е        | —         | Топ 16        |
| 2015/2016 | БЛБ          | 1-й     | 9-е        | —         | Четвертьфинал |
| 2016/2017 | БЛБ          | 1-й     | 5-е        |           |               |